# Soues, Hautes-Pyrénées

Soues este o comună în departamentul Hautes-Pyrénées din sudul Franței. În 2009 avea o populație de 3.007 de locuitori.

## Evoluția populației
| An        | 1975  | 1982  | 1990  | 1999  | 2006  | 2009  |
| --------- | ----- | ----- | ----- | ----- | ----- | ----- |
| Populație | 2.238 | 2.929 | 3.179 | 3.054 | 3.023 | 3.007 |